# Propulsión por radioisótopo de positrón
Propulsión por radioisótopo de positrón es un modo de propulsión de fusión catalizada por radioisótopos. Utiliza como fuente antimateria en la forma de positrones del decaimiento o desintegración de un radioisótopo, para lograr generar haces intensos de positrones fríos a través de una serie de moderadores  que los enfrían y reaccionando las partículas gamma para obtener un ion cargado dirigido con campos magnéticos para la propulsión. Reacciones de fusión se usarán para transferir la energía cinética del haz de positrones productor de rayos gamma a partículas cargadas. Este sistema no depende de antimateria atrapada. Los motores de cohete basados en esto tendrían un escape del 10% de la velocidad de la luz.
El dispositivo moderador, mide unos 3 × 3 milímetros, usa varias capas de películas de carburo de silicio para extraer positrones individuales y un campo eléctrico para hacer que las partículas se desplacen a la superficie de cada capa, donde se pueden enfriar. Este sistema de propulsión está siendo desarrollado por la empresa Positron Dynamics ubicada en Livermore, California.

## Usos
- Para mediados del  2018 a mediados de 2019 tienen programado el lanzamiento de un pequeño satélite "cubesat" impulsado por positrones hacia la órbita terrestre baja, demostrando el cambio orbital provocado por la propulsión de positrones.

- El sistema de propulsión podría utilizarse en constelaciones de satélites como parte de una red global de Internet de banda ancha, durante los años 2020.

- El lanzamiento de otro cohete para demostrar aún más la viabilidad de los positrones para alimentar una nave espacial a principios de 2020 y seguir por una sucesión de otras naves espaciales no tripuladas durante un período de años.
- Lanzamiento de una nave espacial propulsada por positrones a Marte. En la década de 2030.[4]